# Il fochista
Il fochista (Der Heizer) è un racconto dello scrittore ceco di lingua tedesca Franz Kafka risalente al 1913: destinato ad essere il primo capitolo di un romanzo da intitolare Il disperso, che rimase però incompleto e che fu pubblicato per la prima volta postumo nel 1927 sotto il titolo America.
La vicenda verte su un giovanotto adolescente che viene inviato dai suoi genitori negli Stati Uniti per far tacere uno scandalo sessuale di cui s'è reso protagonista.

## Trama
La storia inizia quando Karl Rossman, un sedicenne, giunge in transatlantico al porto di New York, proprio davanti alla Statua della Libertà (la quale secondo Kafka non ha in mano una fiaccola, bensì una spada). Il ragazzo è stato inviato in America, da solo, dalla famiglia perché "una serva lo aveva sedotto" partorendogli poi un figlio: a seguito di questa relazione sessuale illecita viene così "cacciato" di casa.
Mentre è in procinto di scendere a terra, rammentatosi improvvisamente d'aver dimenticato l'ombrello sotto coperta, s'appresta a tornare indietro per recuperarlo: chiede ad un giovane uomo col quale aveva fatto una breve conoscenza durante il viaggio di far la guardia alla sua valigia mentre corre a prenderlo. Ma il ragazzo presto si perde lungo i corridoi interni della grande nave, fino a che non si trova a dover bussare ad una porta per chiedere indicazioni: un uomo gli apre e i due cominciano subito una 'strana' conversazione.
L'uomo inizia immediatamente a spiegare a Karl che è un fuochista che ha lavorato durante la traversata oceanica davanti alle caldaie della nave; ora però sta per essere licenziato, senza ch'egli abbia commesso alcuna mancanza od errore: il suo diretto superiore, difatti, un romeno di nome Schubal, ha una chiara preferenza nei confronti dei suoi connazionali e cerca pertanto d'assumere solamente rumeni, facendo licenziare quelli che non lo sono.
Il fochista, che è tedesco, come d'altra parte lo è anche la stessa compagnia proprietaria della nave, continua appassionatamente a spiegar al ragazzo che fino a quel giorno egli ha sempre fatto scrupolosamente il proprio dovere, occupandosi nel corso degli anni di moltissime navi da trasporto e che mai nessuno s'è lamentato di lui; anzi è stato ripetutamente elogiato per il suo duro lavoro. Ora però lo vogliono di punto in bianco licenziare per una questione di favoritismi.
Karl simpatizza molto presto con l'uomo, immedesimandosi con la sua storia, s'impegna pertanto solennemente per cercar d'aiutarlo; si dirigono quindi assieme dal capitano della nave, che si trova in riunione informale con altre persone, per esporgli il caso increscioso. In un primo momento, dopo aver bussato, viene detto al fochista d'entrare, per poi subito dopo però chiedergli di uscire in quanto il commissario di bordo - com'egli stesso può ben vedere - è in quel momento troppo occupato per star a perder tempo ascoltando le lamentele e rimostranze d'un semplice fochista.
Mentre quindi ci si appresta a cacciar fuori l'operaio dalla sala riunioni Karl, rimasto fino a quel momento nel corridoio, fa un passo avanti, attraversa l'ingresso catturando in tal modo l'attenzione di tutti i presenti. Il ragazzo inizia a parlare spiegando ch'egli crede che al povero fochista sia stato fatto un torto e che, quindi, il suo caso meriti la dovuta attenzione da parte delle autorità competenti. 
Il capitano a questo punto si fa avanti chiedendo all'uomo d'esporre brevemente i fatti: il fochista inizia descrivendo i dettagli del suo caso, ma in modo abbastanza disorganizzato e casuale (sente d'aver bisogno d'esser ascoltato, ma non riesce ad esprimersi bene come vorrebbe, non avendo studiato). Lo stesso Karl interviene chiedendogli d'esser più conciso ed evitare inutili dettagli.
Ma ecco che proprio in quel momento arriva con passo sicuro il signor Schubal, negando da parte sua la benché minima scorrettezza o disonestà; per dimostrar anzi la propria cristallina limpidezza ha portato con sé ben 15 testimoni che attendono d'esser ascoltati fuori dalla porta. Tra gli ospiti del capitano vi è anche un senatore di nome Jakob che, dopo aver osservato con attenzione il volto di Karl, gli chiede com'egli si chiami.
Il nuovo adulto si rivela così esser lo zio di Karl; egli era stato informato dell'arrivo del ragazzo attraverso una lettera proveniente dalla cameriera che era stata l'amante dell'adolescente. Di conseguenza, improvvisamente, Karl diventa il centro dell'attenzione generale; tutti i presenti iniziano a congratularsi calorosamente col senatore per esser riuscito a trovare il suo caro nipote.
Karl cerca quindi di usare l'influenza che ha appena conquistato davanti a tutti per dirottare la simpatia sul caso del fochista, rimasto immobile e muto in un angolo, ma lo zio gli spiega bonariamente che la decisione finale su cosa accadrà al fochista spetta oramai solo al capitano, e che quindi è inutile insistere tanto. Viene quindi fatta calare una scialuppa per far trasportare a terra il senatore e suo nipote: mentre sta entrando in barca Karl inizia sommessamente a piangere.
Il ragazzo guarda un po' malinconicamente le finestre ad oblò della grande nave che sta lasciando; tutti i "testimoni" di Schubal stanno salutando agitando freneticamente le braccia in direzione della scialuppa. Il fochista non pare esser in mezzo a loro. Karl si chiede se questo parente sconosciuto che ha appena trovato al di là dell'oceano potrà mai sostituire il suo caro fochista.

## Associazioni
Nel film Dead Man del regista Jim Jarmusch ed interpretato da Johnny Depp vengono toccati molti argomenti kafkiani, e viene utilizzato come allusione culturale anche il nome e il personaggio di Karl Rossmann.